# Afak (Irak)
Afak (arabisch عفك, DMG ʿAfak) ist eine Kleinstadt im Gouvernement al-Qadisiyya im Irak. Sie befindet sich 25 km nordöstlich von Al Diwaniyah und 170 km südlich von Bagdad. Die Stadt beherbergt etwa 21.000 Einwohner. und wurde im Jahr 1715 gegründet.

## Geographie
Die topografische Beschaffenheit rund um Afak ist weitgehend flach. Der höchste Punkt in der Nähe liegt 45 Meter über dem Meeresspiegel, etwa 7,3 km nördlich von Afak. Die Region um Afak ist ziemlich dicht besiedelt, mit 96 Einwohnern pro Quadratkilometer. Es gibt keine anderen Siedlungen in unmittelbarer Nähe. Das Gebiet um Afak besteht größtenteils aus landwirtschaftlichen Flächen.

## Klima
In der Region herrscht ein heißes Wüstenklima. Die durchschnittliche Jahresmitteltemperatur beträgt 24 °C. Der heißeste Monat ist August, mit einer Durchschnittstemperatur von 36 °C, während der kälteste Monat Januar mit 10 °C ist. Die durchschnittliche jährliche Niederschlagsmenge beträgt 208 Millimeter. Der regenreichste Monat ist November mit durchschnittlich 62 mm Niederschlag, während der trockenste Monat Juni ist, mit nur 1 mm Niederschlag.

## Bevölkerung
Die Stadt Afak hat eine Bevölkerungsdichte von etwa 96 Einwohnern pro Quadratkilometer. Die Bevölkerung setzt sich aus verschiedenen ethnischen und kulturellen Gruppen zusammen. Zusammen zählen sie 21.000.